# Reńsko (Grande-Pologne)
Pour les articles homonymes, voir Reńsko.
Reńsko (prononciation : [ˈrɛɲskɔ]) est un village polonais de la gmina de Wielichowo dans le powiat de Grodzisk Wielkopolski de la voïvodie de Grande-Pologne dans le centre-ouest de la Pologne.
Il se situe à environ 7 kilomètres à l'est de Wielichowo (siège de la gmina), à 16 kilomètres au sud de Grodzisk Wielkopolski (siège de la gmina et du powiat) et à 47 kilomètres au sud-ouest de Poznań (capitale régionale).

## Histoire
De 1975 à 1998, le village faisait partie du territoire de la voïvodie de Poznań.

Depuis 1999, Reńsko est situé dans la voïvodie de Grande-Pologne.
Le village possède une population de 116 habitants en 2011.